# قوی در حال مرگ
قوی در حال مرگ (انگلیسی: The Dying Swan) یک رقص تک نفره بود که بیش از چهار هزار مرتبه به روی صحنه رفت. 